# La Haie-Traversaine
La Haie-Traversaine är en kommun i departementet Mayenne i regionen Pays de la Loire i nordvästra Frankrike. Kommunen ligger i kantonen Ambrières-les-Vallées som tillhör arrondissementet Mayenne. År 2022 hade La Haie-Traversaine 466 invånare.

## Befolkningsutveckling
Antalet invånare i kommunen La Haie-Traversaine
| Referens: INSEE |